# 天河二号
天河二号（简称：TH-2），是一組由中國人民解放軍國防科技大學研制的异构超级计算机，为天河一号超级计算机的后继。天河二號的組裝和測試由國防科技大學和浪潮集團來負責，於2013年底入駐位于廣東省廣州市的中山大学广州校区东校园内的國家超級計算廣州中心並進行驗收，2013年底交付使用後對外開放接受運算專案任務，用於實驗、科研、教育、工業等領域。天河二號造價達一億美元，整個系統佔地面積達720平方米。天河二號於2013年6月起至2016年6月之前，為世界上最快的超级计算机。目前，天河二号由国防科技大学和中山大学共同使用和维护。不過美國以擔心「天河二號」進行核子研究為由，禁止英特爾出口芯片給中國，此後中國展開了自主設計道路。

## 硬體配置
天河二號的型号为TH-IVB-FEP，使用中央处理器神威太湖之光及协处理器天河二號的運算架構佈局：
天河二號共有16,000個運算節點，每節點配備兩顆Xeon E5 12核心的中央处理器、三个Xeon Phi 57核心的协处理器（运算加速卡）。累计32,000颗Xeon E5主处理器和48,000个Xeon Phi协处理器，共312万个计算核心。

### 處理器
- 中央處理器为英特爾提供的，運作時脈為2.2GHz的Xeon E5-2692v2 12核心處理器，基於英特爾Ivy Bridge微架構（Ivy Bridge-EX核心），採用22纳米製程，峰值效能0.2112TFLOPS。
- 運算加速使用基於英特尔集成众核架构的Xeon Phi 31S1P協處理器，运行時鐘頻率为1.1GHz，擁有57個x86核心（實際上擁有61个核心，因啟用全部核心時會存在运算周期协调衝突之问题，因此先遮蔽4個x86核心），每個x86核心藉由特殊的超執行緒技術能運作4个线程，产生峰值效能為1.003TFLOPS。
  - 基于美国商务部限制中国的超算购买使用Xeon Phi的考虑，2017年开始使用自主研发的Matrix-2000代替Xeon Phi作为協處理器的升级计划。[11][12][13]

### 存儲器
- 内存
  - 每个节点拥有64GiB主存，而每个Xeon Phi协处理器板载8GiB内存，故每节点共88GiB内存，整体总计内存1,375TiB (1.34PiB)。
- 外存
  - 12.4PiB容量的硬碟陣列

### 主板、机架、机柜、運算陣列
- 主板、機架与機櫃均由浪潮集團製造，共有170个机柜，每个机柜容纳4个机框，每个机框容纳16块主板，每个主板设置有两个计算节点。每個機櫃還裝有負載指示燈，根據機櫃內主機的運算負載變更發光二極管的發光顏色。[14]
  - 各運算陣列中，每块主板上分为APU模組和CPM模組兩部分，APU部分承載5塊Xeon Phi，CPM部分承載1塊Xeon Phi+4顆Xeon E5。
  - APU模組和CPM模組之間以CPU內部提供的PCI-E 3.0 16x介面進行連接，但實際由於Xeon Phi的硬體限制，僅支援至PCI-E 2.0 16x，单通道資料傳輸速率為10Gbps。

### 前端处理器
- 计算节点前端处理器为4096颗中國國防科技大學研發的FT-1500 16核心SPARC V9架構的處理器，40奈米製程，運作時脈1.8GHz，熱設計功耗65瓦，峰值效能144GFLOPS。主要作運算任務排程管理之用。

### 连接性
- 其高速互聯架構使用光電混合傳輸技術（Optoelectronics Hybrid Transport Technology），以及自製的TH Express-2樹形主幹拓撲結構網路連線，以13個大型路由器通過576個連接埠以光電傳輸介質與各個運算節點互聯，控制器名為NRC，使用90奈米製程，單個控制器的資料吞吐量2.56Tbps，終端網路介面使用名為NIC的控制器，以PCI-E 2.0介面連結，資料傳送速率6.36GB/s。

### 能耗
- 整機功耗17.808兆瓦，在搭載水冷散熱系統以後，功耗將達到24兆瓦，無論水冷系統的搭載與否，都是目前TOP500裡功耗最大的。尚未全速運行時一年的用電費用就高達1億元人民幣，全速運行的話更高達1.5億元。[15]
- 電源管理附帶综合化能耗控制技术，也由國防科技大學負責開發。
- 以6月17日公佈的數據推算，每瓦效能為1.901GFLOPS，仍不及泰坦的每瓦2.143GFLOPS和IBM紅杉每瓦2.177GFLOPS的成績，但比「京」的每瓦0.830GFLOPS每和天河一號每瓦僅0.668GFLOPS都要高不少。

## 軟體支援
- 麒麟作業系統、基於SLURM（Simple Linux Utility for Resource Management，資源管理用單一Linux公用程式）的全域資源管理。
- 在UbuntuOpenStack上運作的雲端運算系統、Ubuntu Juju雲端服務排程引擎以及基於Ubuntu Server為中國客制的Kylin Cloud Linux作業系統。在2014年5月已分配256個節點運行，未來將擴展至超過6400個節點。[16]

除作業系統以外，均由國防科技大負責開發的并行编程模型与框架、系统容错设计与故障管理軟體等。

## 性能
2013年6月，天河二号以峰值速度（Rpeak）每秒54,902.4TFLOPS（万亿次浮点运算）、持续速度（Rmax）33,862.7TFLOPS，超越泰坦超级计算机（Rpeak 27,112.5TFLOPS，Rmax 17,590.0TFLOPS），成为当時世界上最快的超级计算机。這個成績於2013年6月17日提交至TOP500。實際上，在早前的運行測試中，僅使用16,000個運算節點中的90%，亦即14,336個節點，LINPACK運算速度就達到30.65PFLOPS的效能水準，超過前任「泰坦」的74%。国际TOP500组织2013年11月18日公布了最新全球超级计算机500强排行榜榜单，“天河二号”以比第二名美国的“泰坦”快近一倍的速度登上榜首。
同樣在2013年6月，天河二號以2,061GTEPS的成績在Graph500上排名第六。Graph500是一個對超級電腦的資料密集型運算處理效能進行的一個排行榜，在此榜單上排位第一的是IBM紅杉，成績是15,363GTEPS。

## 意義及用途
電機電子工程師學會認為天河二號的落成以及重登TOP500第一「標誌著中國堅定承諾將在超級電腦領域發起一輪軍備競賽」。在当时的TOP500中，中華人民共和國擁有66組超級電腦，僅次於美利堅合眾國的252組系統。TOP500排行榜主要编撰人之一、美国田纳西大学计算机学教授杰克·唐加拉对新华社记者说：“‘天河二号’是一个非常强大的计算系统，它在第一名的位置上再占据一年时间，我也不会感到惊讶。」
就技術性意見而言，天河二號的工程新聞發言人李楠認為，因為中國大陆自家研發的處理器和英特爾的處理器存在軟體相容性問題，而且兩者之間的效能差距有目共睹，因此運算節點仍不得不使用英特爾的處理器，而並行運算系統也需不時地進行最佳化改進。
天河二號投入使用後將用於科學研究、工業設計等目的（包括计算化学、生命科學、材料科學、大氣科學、地球物理、宇宙、經濟學、大型基因組分析組合、基因測序、環境污染治理等等），對外開放接受運算專案任務，主要為中國大陸、港澳地區等地提供高效能運算服務，也會與國際上的其它科學研究機構合作並提供運算資源。也會承接來自中華人民共和國政府的一些國家安全資訊的處理任務。
正式運行以後有120多家使用者提供超過300項運算專案，其中有：
- C919客機的高精確度外流場空氣動力參數的運算
- 中科院上海藥物研究所的75萬個小分子化合物的結合親和力評估專案（至2014年6月已完成600種藥物的體內體外活性測試評估）
- 連結廣州市电子政务資料管理系統以及其雲端儲存系統